# Beania multispinosa
Beania multispinosa är en mossdjursart som beskrevs av Gontar 1993. Beania multispinosa ingår i släktet Beania och familjen Beaniidae. Inga underarter finns listade i Catalogue of Life.